# Mesquita Abu Dulaf
La mesquita d'Abu Dulaf (àrab: جامع أبو دلف, jāmiʿ Abū Dulaf) és un mesquita històrica situada uns 15 quilòmetres al nord de Samarra, en la governació de Salah ad-Din, a l'Iraq.

## Història
La mesquita fou aixecada en temps del desè califa abbàssida, al-Mutawàkkil, al 859. Presenta forma rectangular i consta d'un sahn a l'aire lliure envoltat de corredors, i el de l'alquibla n'és el major. És una de les mesquites més grans del món quant a superfície, amb 46.800 m². L'icònic minaret en espiral, que s'assembla al famós Malwiya de la Gran Mesquita de Samarra, n'és al costat nord. Sembla que el disseny solitari del minaret està inspirat en l'estructura de Firuzabad. Altres, però, pensen que el disseny solitari en espiral del minaret deriva de l'arquitectura dels zigurats mesopotàmics.
El minaret arriba als 32 m d'altura i s'alça sobre una base quadrada.